# Allastena eminens
Allastena eminens es un coleóptero de la familia Chrysomelidae.
Fue descrita científicamente por primera vez en 1917 por Broun.

## Tipos
- Allastena eminens
- Allastena nitida
- Allastena piliventris
- Allastena quadrata